# Geraer Dialog / Sozialistischer Dialog
Der Geraer Dialog / Sozialistische Dialog (GD/SD) ist eine Strömung innerhalb der Partei Die Linke. Ihr Name geht auf den Geraer PDS-Parteitag im Oktober 2002 zurück. Dort konnten sich erstmals die linken Kräfte in der PDS durchsetzen. Bereits kurz nach dem Parteitag benannte sich die Interessengemeinschaft in Sozialistischer Dialog um. Zum 31. Dezember 2014 hatte Die Linke etwa 60.550 Mitglieder. Davon gehörten knapp 4.000 derartigen Strömungen und Netzwerken an. Laut Verfassungsschutzbericht 2017 gibt es keine gesicherten Mitgliederzahlen. Sie wird als eine der kleineren Zusammenschlüsse innerhalb der Linkspartei bezeichnet.

## Gründung
Als sich innerhalb der Partei immer mehr abzeichnete, dass der realpolitische Flügel in Form des Netzwerks Reformlinke, der nach Auffassung des Geraer Dialogs für eine Abkehr vom Marxismus und für die soziale Marktwirtschaft steht, wieder eine Mehrheit in der Partei erlangen könnte, gründete sich als Reaktion darauf am 1. Februar 2003 in Berlin der Geraer Dialog. Anschließend formierte sich im selben Monat das Netzwerk Reformlinke. Die damalige Bundestagsabgeordnete der PDS Sylvia-Yvonne Kaufmann, die seit 2009 der SPD angehört, bezeichnete die Gründung des Geraer Dialogs als „Schritt vorwärts in die Vergangenheit“.

## Politischer Einfluss
Trotz zahlreicher Bemühungen und regen Mitgliederzustroms war der Geraer Dialog beim Berliner Sonderparteitag (auch bekannt als Tempodrom-Parteitag) am 28. Juni 2003 einflusslos, der realpolitische Flügel konnte sich besser durchsetzen. Infolgedessen wurden einige Vertreter des eher linken Flügels nicht wieder in den neuen Parteivorstand gewählt. 
Nach diesem Debakel und dem verabschiedeten Parteiprogramm Ende 2003 gab es innerhalb des Geraer Dialogs eine rege Diskussion, wie es weitergehen solle. Zum einen benannte sich der Geraer Dialog in Sozialistischer Dialog / Geraer Dialog um, zum anderen setzte die Strömung nun auch darauf, mehr nach außen zu arbeiten und nicht nur in die PDS hinein. Infolge dieser Debatten kam es zu zahlreichen Austritten aus der PDS und dem Sozialistischen Dialog, weil viele das Projekt Linkspartei als sozialistische Partei als gescheitert betrachteten.
Anschließend stabilisierte sich der Sozialistische Dialog und beteiligte sich aktiv an einem möglichst linken Parteineubildungsprogramm mit der WASG. Heute ist der Sozialistische Dialog / Geraer Dialog ein anerkannter innerparteilicher Zusammenschluss in der Partei Die Linke.

## Einschätzung der Verfassungsschutzbehörde
Das Bundesamt für Verfassungsschutz bezeichnet im Bericht 2008 den GD/SD als „Sammelbecken der extremistischen Kräfte“ in der Partei Die Linke. Konkret begründet wird diese Einschätzung mit der Mitgliederversammlung am 9. Februar 2008 in Kassel, welche beschloss, sich inhaltlich streitbar für den Marxismus einzusetzen. Im Verfassungsschutzbericht 2014 steht: „Der bundesweite Zusammenschluss ‚Geraer/Sozialistischer Dialog‘ […] setzt sich für eine Stärkung und Verbreitung der marxistisch-sozialistischen Positionen in der Partei ein und fordert einen grundlegenden Richtungswechsel gesellschaftlicher Entwicklung hin zum Sozialismus.“ Die Berichte in den darauffolgenden Jahren enthalten ähnliche Bemerkungen.
Der Geraer Dialog ist jahrelang vom Verfassungsschutz beobachtet worden, wie auch eine Reihe einzelner Parteimitglieder oder Abgeordneter. Es wird angenommen, dass Die Linke das Ziel der „revolutionären Überwindung des Kapitalismus und die Errichtung einer sozialistischen Gesellschaft“ nie aus den Augen verloren hat und ein „Sammelbecken extremistischer Kräfte“ sei. Angesichts derartiger Bedenken sah sich in Thüringen ein Beamter außer Stande, unter dem der Partei Die Linke angehörenden Ministerpräsidenten Bodo Ramelow weiter als Beamter tätig zu sein.